# Contro il metodo
Contro il metodo. Abbozzo di una teoria anarchica della conoscenza (titolo orig. Against Method. Outline of an Anarchistic Theory of Knowledge) è un libro del filosofo austriaco Paul Feyerabend, pubblicato nel 1975. La sua tesi principale è che la scienza è un'impresa essenzialmente anarchica. All'interno del saggio, la parola "anarchico" si riferisce all'anarchia epistemologica, che non rimane all'interno di un unico metodo scientifico prescrittivo, sulla base del fatto che qualsiasi metodo del genere limiterebbe il progresso scientifico. L'opera è degna di nota nella storia e nella filosofia della scienza in parte grazie al suo caso di studio dettagliato dell'ipotesi di Galileo Galilei, secondo cui la terra ruota attorno al suo asse e da allora è diventata una lettura fondamentale nell'introduzione ai corsi di filosofia della scienza a livello universitario e post-laurea.
Nato inizialmente per essere parte di un'opera più ampia, in cui Imre Lakatos avrebbe dovuto affrontare le tesi di Feyerabend da un punto di vista opposto, il saggio è una aperta contestazione allo schematismo della filosofia della scienza ed al suo tentativo di imporre un ordine in un contesto che, secondo il filosofo austriaco, ha ottenuto i suoi più grandi risultati violando invece le regole che gli si vorrebbero costruire attorno. Feyerabend apportò ingenti modifiche e revisioni al testo, da lui considerato un collage con inserimento di brani tratti da altri suoi scritti, sia nella seconda edizione del 1988 che in quella uscita nel 1993.

## Contenuto
(Incipit di Contro il metodo)
In questo saggio l'autore si propone di dimostrare che ogni tentativo di trovare un ordine nel mondo della scienza, creando schemi per definire in maniera rigorosa i processi di ricerca e scoperta, non può che essere destinato al fallimento, e questo per l'intrinseca natura del percorso di scoperta, che non può essere ristretto o limitato dalle norme di un metodo rigido. Da cui deriva che l'unica regola necessaria per il progresso scientifico si può ricondurre alla necessità di non farsi condizionare dalle regole, mantenendo un'assoluta libertà metodologica, scegliendo quindi di accogliere ogni possibile controinduzione alle teorie ortodosse, in quanto l'adozione rigorosa del principio di coerenza, per il quale le teorie nuove dovrebbero accordarsi a quelle già affermate, si tradurrebbe nella sostanziale conservazione di queste ultime a scapito delle nuove. La pretesa poi che l'abbandono delle teorie accettate sia utile solo in presenza di fatti nuovi che ne mettano in luce l'inadeguatezza non sembra tenere conto della natura di questi fatti, la cui osservazione non di rado è legata proprio all'introduzione di nuove teorie, in mancanza delle quali una teoria può facilmente degenerare in ideologia, determinando la selezione delle osservazioni nel senso della conferma della teoria stessa, bloccando così ogni sviluppo futuro. Ed anche teorie superate o assurde devono essere tenute in debito conto, visto che possono rivelarsi inaspettate fonti di conoscenza. Anche perché tutte le teorie, anche le più affermate, mostrano spesso di non essere affatto così solide e rigorose, ammettendo spesso approssimazioni ad hoc e notevoli discordanze con i fatti. 
Analizzando i ragionamenti seguiti da Galileo per sostenere la teoria copernicana ed il modello del moto relativo, l'autore mette in luce come il padre del metodo scientifico abbia usato con molta abilità tecniche di propaganda per sostenere le proprie argomentazioni, dando quando era necessario la precedenza alla costruzione teorica sul dato sperimentale. Utilizzò il telescopio, strumento all'epoca alquanto inaffidabile e quindi di scarso valore empirico, per affermare una teoria che solo molto tempo dopo, con lo sviluppo di nuove scienze accessorie e metodi di analisi, avrebbe trovato prove a supporto realmente valide e rigorose. Uno schema che si può osservare ripetersi abitualmente nell'occasione di scoperte significative, in cui i criteri operanti nell'ambito della critica (o giustificazione) vengono forzatamente aggirati. Mostrando così la necessità per la scienza di liberarsi dai vincoli della metodologia, che finiscono per diventare ostacoli alla libertà di ricerca, che invece può svilupparsi solo in una matrice pienamente anarchica.
Successivamente Feyerabend esamina il tentativo di Imre Lakatos, in accordo con le sue idee riguardo l'inadeguatezza dei modelli rigidi di metodo finora proposti, di considerare comunque l'esistenza di una forma di razionalità in grado di dare conto dello sviluppo scientifico. Questo attraverso programmi di ricerca e standard, la cui natura ambigua sembra però nascondere una sostanziale inaffidabilità, mascherando abilmente l'anarchismo sottostante. Ottenendo così una nuova ideologia che, anche se più efficace delle altre nello spiegare la variabilità dei processi implicati nelle scoperte scientifiche, ad un esame più attento si rivela sostenuta da certezze indimostrate, rivelandosi quindi sostanzialmente equivalente alle precedenti. 
Viene poi introdotto il problema dell'incommensurabilità, che l'autore individua in molti casi di contrasto tra teorie scientifiche concorrenti, anche se la sua natura lo rende difficilmente definibile, poiché risulta estraneo all'approccio logico, potendosi quindi definire solo adottando un punto di vista storico-antropologico. Ed analizzando le affinità con le dinamiche riguardanti concezioni culturali ed artistiche di epoche differenti, o linguaggi provenienti da culture distanti, che possono essere affrontati solo considerando e accettando il prezzo di perdite importanti di significato. Ed ogni tentativo di ridurre questo divario si rivela illusorio, conducendo a ulteriori incomprensioni, risultando comunque di dubbia utilità.
Nel capitolo conclusivo, l'autore ribadisce la sua tesi riguardo l'impossibilità di costruire regole attorno alla scienza, da cui l'unica regola: "qualsiasi cosa può andar bene". Dunque la supremazia della scienza come sistema oggettivo di valutazione risulta infondata, e sarebbe quindi il caso di considerarla alla stregua di una qualsiasi ideologia o superstizione, limitandone la pervasività e l'influenza, ed eliminandone l'obbligatorietà di insegnamento nelle scuole.

## Genesi e ricezione
L'opera fu preceduta da un lungo articolo con lo stesso titolo pubblicato nel 1970, che diede l'idea all'autore e al collega Imre Lakatos, con cui era da tempo in contatto epistolare, su un libro che avrebbe dovuto intitolarsi Per e contro il metodo, in cui venivano presentati i punti di vista opposti sull'argomento. Il progetto rimase forzatamente incompiuto per l'improvvisa morte del filosofo ungherese, e venne quindi portato avanti dal solo Feyerabend (che dedicò l'opera all'amico scomparso), permettendo all'autore di radicalizzare ulteriormente le proprie tesi, ottenendo l'effetto sperato. Il libro venne infatti accolto da reazioni prevalentemente ostili, sia riguardo alle tesi decisamente estreme che proponeva, che per l'uso considerato eccessivamente spregiudicato di artifici logici come la reductio ad absurdum ed esempi storici scelti in modo strumentale e poco obiettivo. Feyerabend rispose a queste critiche in vari articoli ed in un capitolo del successivo La scienza in una società libera (1978), in cui ribadì le proprie tesi, attaccando nuovamente in modo radicale il mondo della scienza.

## Edizioni italiane
- Contro il metodo. Abbozzo di una teoria anarchica della conoscenza, traduzione di Libero Sosio, Prefazione di Giulio Giorello, Collana I Fatti e le Idee. Saggi e Biografie, Milano, Feltrinelli, 1979. - Collana Campi del Sapere, Feltrinelli, 1984; Collana UEF, Feltrinelli, 2002.
- Contro il metodo. Abbozzo di una teoria anarchica della conoscenza. Edizione definitiva, traduzione di Libero Sosio riveduta e aggiornata (sulla base della III ed. originale) da Silvia Tossut, Introduzione di Ian Hacking, a cura di Luca Guzzardi, Collana Campi del Sapere, Milano, Feltrinelli, 2024, ISBN 978-88-071-0577-7.